# Leptogaster tesquorum
Leptogaster tesquorum är en tvåvingeart som beskrevs av Pavel Lehr 1961. Leptogaster tesquorum ingår i släktet Leptogaster och familjen rovflugor. Inga underarter finns listade i Catalogue of Life.